# Susanne Heinhold-Krahmer
Susanne Heinhold-Krahmer ist eine österreichische Hethitologin.
Susanne Heinhold-Krahmer wurde 1975 an der Universität München mit einer Dissertation zum Thema „Arzawa. Untersuchung zu seiner Geschichte nach den hethitischen Quellen“ promoviert. Derzeit lehrt sie an der Universität Salzburg. Einer breiteren Öffentlichkeit wurde sie zu Beginn der 2000er Jahre bekannt, als sie sich in die durch einen Disput der Tübinger Wissenschaftler Manfred Korfmann und Frank Kolb ausgelöste Tübinger Troja-Debatte einschaltete und hier eine kritische Position zur Gleichsetzung von Wiluša und Troja einnahm.
Heinhold-Krahmer ist Mitglied der Mykenischen Kommission der Österreichischen Akademie der Wissenschaften. Sie gibt die Reihe „Texte der Hethiter“ heraus.
Heute lebt sie in Feldkirchen-Westerham im bayrischen Voralpenland mit ihrem Mann, dem Professor für Betriebswirtschaftslehre Michael Heinhold.

## Schriften
- Arzawa. Untersuchung zu seiner Geschichte nach den hethitischen Quellen (= Texte der Hethiter. 8). Winter, Heidelberg 1977, ISBN 3-533-02587-X (Zugleich: München, Universität, Dissertation, 1975).
- mit Inge Hoffmann, Annelies Kammenhuber, Gerlinde Mauer: Probleme der Textdatierung in der Hethitologie. (Beiträge zu umstrittenen Datierungskriterien für Texte des 15. bis 13. Jahrhunderts v. Chr.) (= Texte der Hethiter. 9). Winter, Heidelberg 1979, ISBN 3-533-02845-3.
- Ist die Identität von Ilios mit Wiluša endgültig bewiesen? In: Studi micenei ed egeo-anatolici. Band 46, Nr. 1, 2004, ISSN 1126-6651, S. 29–57, (lesenswerter Artikel, der die Probleme der Lokalisierung Wilusas und der möglichen Identifikation mit Ilios gut behandelt).
- Zur Gleichsetzung der Namen Ilios-Wilusa und Troia-Taruisa. In: Christoph Ulf (Hrsg.): Der neue Streit um Troia. Eine Bilanz. Beck, München 2003, ISBN 3-406-50998-3, S. 146–168 (Der Artikel entspricht in weiten Teilen dem oben genannten).